# Station Damnica
Station Damnica is een spoorwegstation in de Poolse plaats Damnica.